# Expédition 6 (ISS)
49° 23′ N, 61° 12′ E
Insigne de la mission
Équipage de l'expédition 6
Chronologie
Expédition 5 Expédition 7
Expédition 6 est la 6e mission vers de la Station spatiale internationale (25 novembre 2002 - 3 mai 2003). Elle fut la dernière expédition composée de trois membres d’équipage jusqu'à l'arrivée de STS-121. L'équipage effectua deux marches extra-véhiculaires dans le but d'entretenir et de continuer à assembler la station spatiale internationale.

## Équipage
| poste              | astronaute                                      |
| ------------------ | ----------------------------------------------- |
| Commandant         | Kenneth Bowersox, NASA cinquième voyage spatial |
| ingénieur de vol 1 | Nikolaï Boudarine, RSA troisième voyage spatial |
| ingénieur de vol 2 | Donald Pettit, NASA premier voyage spatial      |

## Équipage suppléant
| poste              | astronaute                                      |
| ------------------ | ----------------------------------------------- |
| Commandant         | Salizhan Sharipov, RSA deuxième voyage spatial  |
| ingénieur de vol 1 | Michael Fincke, NApSA premier voyage spatial    |
| ingénieur de vol 2 | Donald A. Thomas, NASA cinquième voyage spatial |